# Сечовце
Сечовце (слч. Sečovce, мађ. Gálszécs) су град у Словачкој, у оквиру Кошичког краја, где су значајно насеље у саставу округа Требишов.

## Географија
Сечовце су смештене у источном делу државе. Главни град државе, Братислава, налази се 480 km западно од града.
Рељеф: Сечовце су се развиле у крајње североисточном делу Панонске низије. Подручје око насеља је равничарско, а ка западу се издиже побрђе Сланске врхи. Надморска висина граде је око 140 m.
Клима: Клима у Сечовцама је умерено континентална.
Воде: Кроз Сечовце протиче поток Трнавка.

## Историја
Људска насеља на простору Сечоваца везују се још за праисторију. Насеље под данашњим именом први пут се спомиње у 1255. године. Током следећих векова град је био у саставу Угарске као обласно трговиште.
Крајем 1918. године. Сечовце су постале део новоосноване Чехословачке. У време комунизма град је нагло индустријализован, па је дошло до наглог повећања становништва. После осамостаљења Словачке град је постао њено значајно средиште, али је дошло и до проблема везаних за преструктурирање привреде.

## Становништво
| Година:    | 1994. | 2004.   | 2014.   | 2024.   |
| ---------- | ----- | ------- | ------- | ------- |
| Број људи: | 7348  | 7882    | 8352    | 8538    |
| Разлика:   |       | +7,26 % | +5,96 % | +2,22 % |

| Година:    | 2023. | 2024.   |
| ---------- | ----- | ------- |
| Број људи: | 8539  | 8538    |
| Разлика:   |       | -0,01 % |

Данас Сечовце имају око 8.000 становника и последњих година број становника лагано расте.
Етнички састав: По попису из 2001. године састав је следећи:
- Словаци - 95,9%,
- Роми - 2,2%,
- Чеси - 0,5%,
- остали.

Верски састав: По попису из 2001. године састав је следећи:
- римокатолици - 47,1%,
- гркокатолици - 25,7%,
- атеисти - 18,1%,
- лутерани - 1,9%,
- остали.

## Галерија
- Градска римокатоличка црква
- Споменик св. Ћирилу и Методију